# هوپرات
هوپرات (به آلمانی: Hupperath) یک شهر در آلمان است که در برنکاستل-ویتلیش واقع شده‌است. هوپرات ۶۰۸ نفر جمعیت دارد.